# گنبدخانه

نگاره‌ای از سقف کاربندی‌شدهٔ زیر گنبدخانه در خانهٔ بروجردی‌ها.

نمایی از فضای گنبدخانه در خانه بروجردی‌ها.

گنبدخانهها گاهی چون کوشکی تک و آزاد (بی مردگرد) برای مسجد ساخته می‌شد (مسجد جامع بروجرد، مسجد جامع گلپایگان پیش از گسترش و بسیاری دیگر...) و گاهی مردگرد پیرامون آن (که می‌توانست به جای پشت بند رانش گنبد را به خوبی بگیرد) ساخته می‌شد. سه بخش مردگرد (در یک اشکوب و گاهی در دو نیم اشکوب یا به گونهٔ کمر پوش)، ویژهٔ زنان بود و از بخش پشت محراب آن بیشتر برای نگهداری قرآن بهره می‌گرفتند، یکی از نمونه‌های خوب این گونه گنبدخانه‌ها شبستان کهن مسجد میدان ساوه است که به روزگار صفویان محرابی زیبا با گچتراش رنگین بر آن افزوده‌اند (که خوشبختانه تا کنون مانده و آسیب چندانی ندیده، اما محراب زیبای دیگری که در گنبدخانه مسجد جامع همان شهر است گزند بسیار دیده، پاره‌ای از گچتراش آن را کنده و دزدیده‌اند). پیشان یا ایوان که بر گیرهٔ آن گیری یا ایوان تابستانی بوده، در سوی یسار و پشت به آفتاب ساخته میشده نیز ته رنگ در خوری برای برگزاری نماز داشته، چون سه بر آن دیوار بسته و یک بر آن باز است و اگر درگاهی در دیوار رو به قبلهٔ آن باز بوده، به سادگی آن را می‌بستند تا جای محراب را بگیرد (مسجد نیریز، مسجد گناباد، مسجد فردوس و دیر زمانی پس از آن‌ها مسجد علیشاه گیلانی).